# ING2
ING2 (англ. Inhibitor of growth family member 2) – білок, який кодується однойменним геном, розташованим у людей на короткому плечі 4-ї хромосоми.  Довжина поліпептидного ланцюга білка становить 280 амінокислот, а молекулярна маса — 32 808.
| 10         |  | 20         |  | 30         |  | 40         |  | 50         |
| ---------- |  | ---------- |  | ---------- |  | ---------- |  | ---------- |
| MLGQQQQQLY |  | SSAALLTGER |  | SRLLTCYVQD |  | YLECVESLPH |  | DMQRNVSVLR |
| ELDNKYQETL |  | KEIDDVYEKY |  | KKEDDLNQKK |  | RLQQLLQRAL |  | INSQELGDEK |
| IQIVTQMLEL |  | VENRARQMEL |  | HSQCFQDPAE |  | SERASDKAKM |  | DSSQPERSSR |
| RPRRQRTSES |  | RDLCHMANGI |  | EDCDDQPPKE |  | KKSKSAKKKK |  | RSKAKQEREA |
| SPVEFAIDPN |  | EPTYCLCNQV |  | SYGEMIGCDN |  | EQCPIEWFHF |  | SCVSLTYKPK |
| GKWYCPKCRG |  | DNEKTMDKST |  | EKTKKDRRSR |  |            |  |            |

A: Аланін

C: Цистеїн

D: Аспарагінова кислота

E: Глутамінова кислота

F: Фенілаланін

G: Гліцин

H: Гістидин

I: Ізолейцин

K: Лізин

L: Лейцин

M: Метіонін

N: Аспарагін

P: Пролін

Q: Глутамін

R: Аргінін

S: Серин

T: Треонін

V: Валін

W: Триптофан

Кодований геном білок за функцією належить до регуляторів хроматину. 
Задіяний у таких біологічних процесах як транскрипція, регуляція транскрипції, регуляція росту, альтернативний сплайсинг. 
Білок має сайт для зв'язування з іонами металів, іоном цинку. 
Локалізований у ядрі.